# Rába Contact 092
A Rába Contact 092 egy helyközi magas padlós szóló busz. A típus 2 darab kétszárnyas bolygóajtóval rendelkezik. A 24 Volán-vállalatból 11 üzemeltetett ilyen típust. A volánok utódai, a közlekedési központok mind rendelkeztek Contact 092-vel. Csuklós változata a Rába Contact 292, háromtengelyes változata a Rába Contact 302.

## Története
Az ezredforduló utáni Ikarus nehéz helyzete és a Volánok anyagi helyzete miatt a Rába Magyar Vagon- és Gépgyár egy megfizethető autóbusz fejlesztésébe kezdett. Azonban saját fejlesztésű buszok helyett a belga Jonckheere gyár Communo busz licencét vásárolta meg. Az első ilyen buszt, egy elővárosi Rába Contact 092-t az 1998-as Industria kiállításon mutatták be, rövidesen a városi csuklós változata, a Premier 291 is bemutatásra került. Ez a két buszt Belgiumban gyártották, de a többi Rába Contact és Premier a győri gyárban készült. A gyár és a Contact busszal az 1999-es Volán-tenderen jól szerepelt, de a gyártás évről évre egyre veszteségesebb lett, majd a 2001-es elvesztett miskolci tender után a Rába beszüntette a buszgyártást.

## Előfordulása
2014-ig 11 Volán-társaság üzemeltetett Rába Contact 092-t. 2015 után a volánok jogutódjai, a közlekedési központok megörökölték a volánok autóbuszait, így mind a 6 közlekedési központnak és a Volánbusznak van Contact 092-ese.
A táblázatban 2019. januári adatok olvashatóak!
| Volán           | Közlekedési Központ | Darabszám | Darabszám |
| Volán           | Közlekedési Központ | eredeti   | jelenlegi |
| --------------- | ------------------- | --------- | --------- |
| Kunság Volán    | DAKK                | 9         | 14        |
| Körös Volán     | DAKK                | 9         | 14        |
| Kapos Volán     | DDKK                | 30        | 30        |
| Hajdú Volán     | ÉMKK                | 2         | 15        |
| Szabolcs Volán  | ÉMKK                | 13        | 15        |
| Kisalföld Volán | ÉNYKK               | 11        | 12        |
| Zala Volán      | ÉNYKK               | 6         | 12        |
| Jászkun Volán   | KMKK                | 2         | 17        |
| Mátra Volán     | KMKK                | 5         | 17        |
| Nógrád Volán    | KMKK                | 11        | 17        |
| Vértes Volán    | KNYKK               | 1         | 1         |
| Volánbusz       | Volánbusz           | 25        | 0         |
| Összesen        | Összesen            | 124       | 89        |

## Selejtezések
Az első autóbuszokat 2009-ben selejtezte a Volánbusz, ekkor 2 példányt állítottak le. 2010-ben újabb két példányt állítottak le. 2015-ben a DAKK egy darabot, a Volánbusz 5 darabot állított le. 2016-ban az ÉNYKK egy, a DAKK 3, a Volánbusz 4 darabot állított le. 2017-ben a KMKK egy, az ÉNYKK 2, a Volánbusz 6 darabot állított le. 2018-ban az ÉNYKK 4, a DDKK 4, a Volánbusz 6 darabot állított le. 2019-ben a KMKK 4, az ÉNYKK 6, a Volánbusz 2 darabot állított le. 2020-ban 2, 2021-ben 20, 2022-ben 24, 2023-ban 9 példányt állított le és selejtezett a Volánbusz. Jelenleg 6 darab van még állományban, 2024-ben már nem vesznek részt menetrend szerinti forgalomban. 

## Megőrzött autóbuszok
Az egykori Kapos Volánhoz tartozó GNW-054 2023 szeptemberében került leállításra és bekerült a Volánbusz Értékmentő Programjába.

## Rába Contact 102
Rába Contact 102 néven 2000 és 2001-ben összesen 8 darab buszt gyártott a Rába, melyek az alap Contact 092-höz képest 1 494 mm-rel hosszabbak. Ezek az autóbuszok az Alba, a Jászkun, a Kapos és a Vasi Volánokhoz kerültek. 2019-ben átkerületk a Volánbuszhoz, ekkor egy példányt leselejteztek. 2021-ben újabb buszt selejteztek. 2022-ben a többit is leállították és egy példány kivételével az összeset leselejtezték. 2023 februárjában az utolsó buszt is leselejtezték.